# Ếch trơn
Ếch trơn  (Limnonectes kuhlii) là một loài ếch trong họ Ranidae.
Nó được tìm thấy ở Brunei, Trung Quốc, Ấn Độ, Indonesia, Lào, Malaysia, Myanmar, Thái Lan, Việt Nam, và có thể cả Campuchia.
Các môi trường sống tự nhiên của chúng là các khu rừng ẩm ướt đất thấp nhiệt đới hoặc cận nhiệt đới, rừng mây ẩm nhiệt đới và cận nhiệt đới, vùng đất ẩm có cây bụi nhiệt đới hoặc cận nhiệt đới, sông, sông có nước theo mùa, đầm nước ngọt, đầm nước ngọt có nước theo mùa, đất canh tác, vườn nông thôn, và đất có tưới tiêu.
Nó không được xem là bị đe dọa theo IUCN.

## Hình ảnh

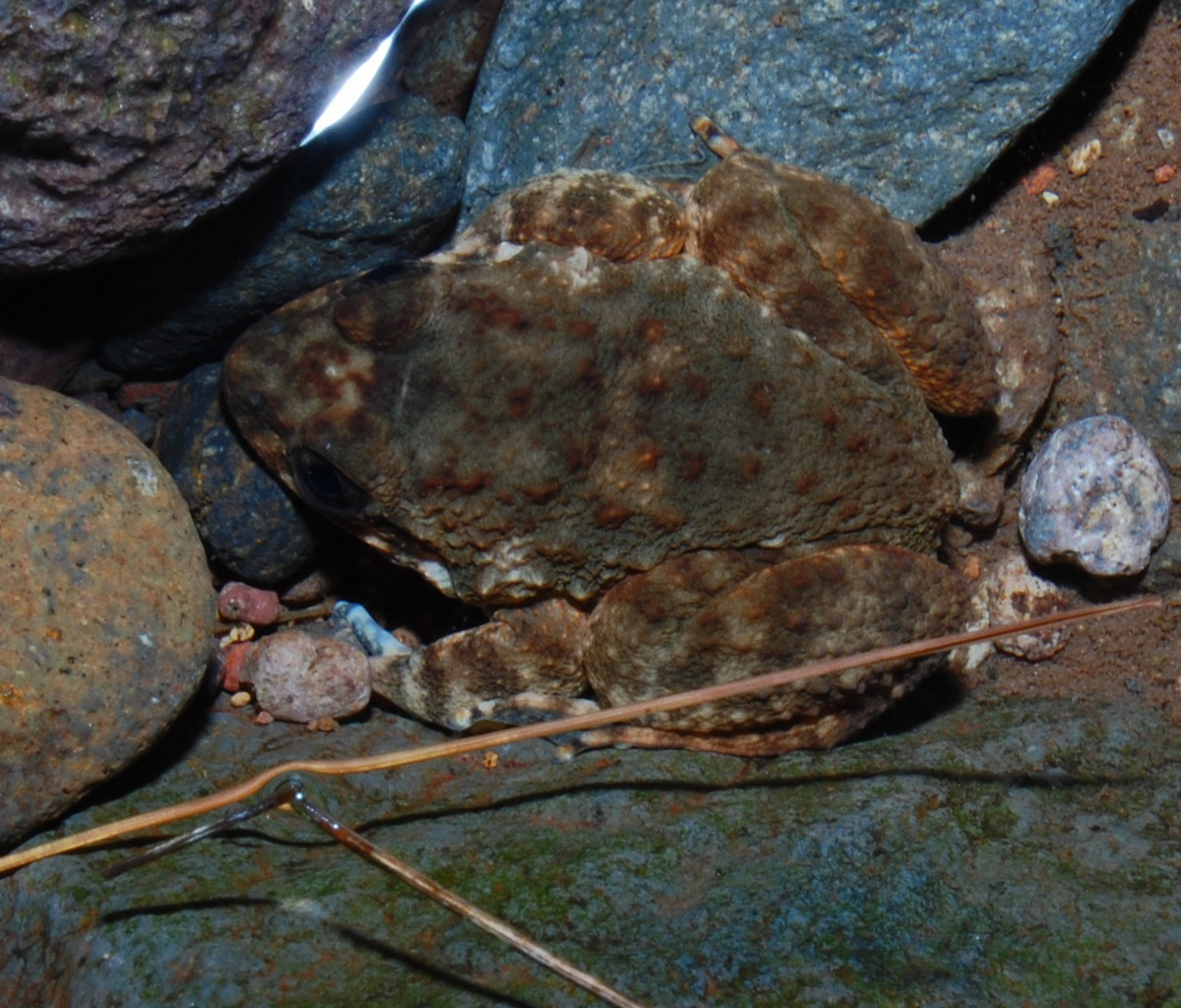
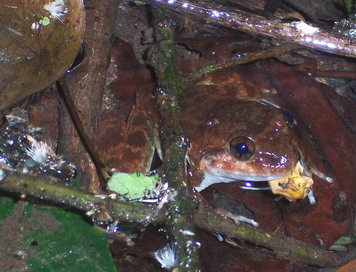
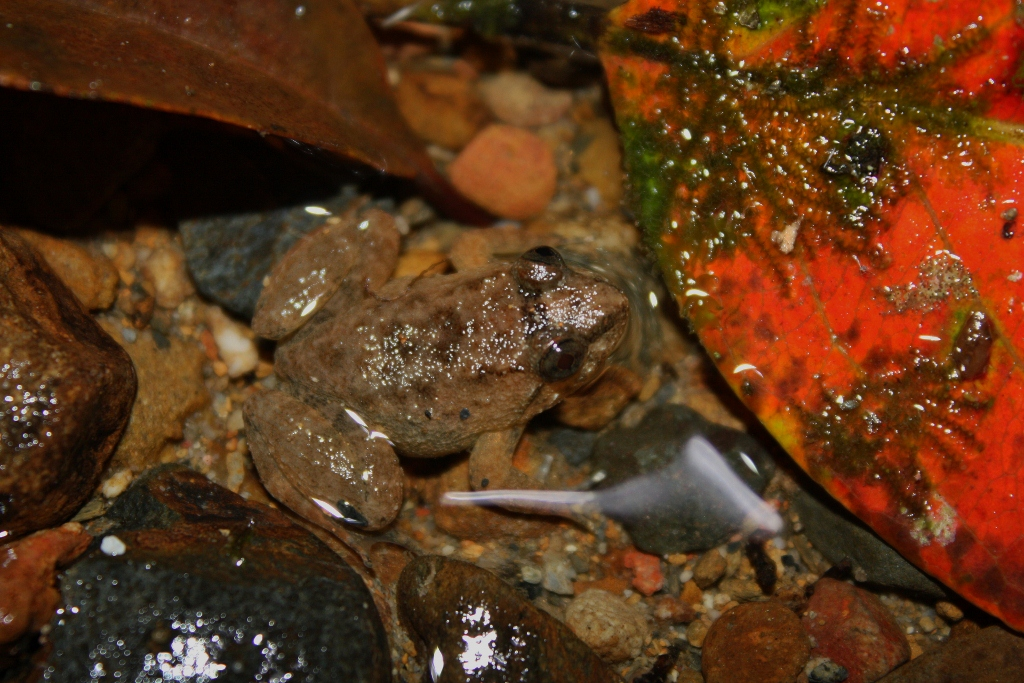
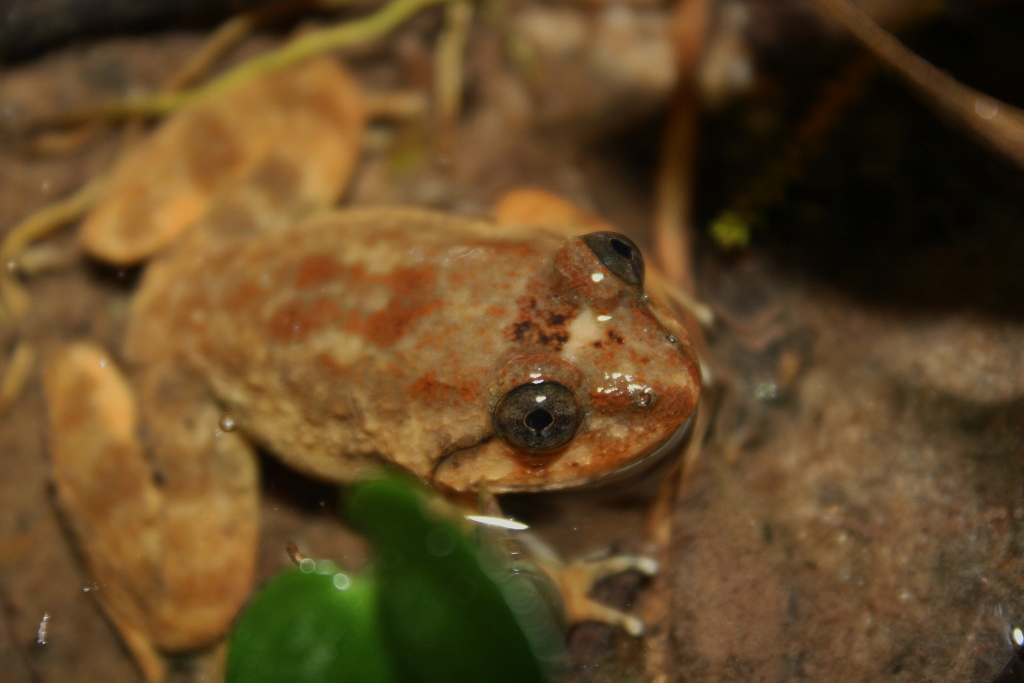